# Karl Kessler
Karl Kessler, oroszosan Karl Fjodorovics Kesszler, (Damrau, 1815. november 19. – Szentpétervár, 1881. március 3.), német-orosz zoológus és taxonómus. Zoológiai szakmunkákban nevének rövidítése: „Kessler”.
A Kessler-gébet (Ponticola kessleri) róla nevezték el.

## Munkássága
Kessler az Orosz Birodalom idején tevékenykedett, főleg az ukrajnai Kijev körül. Az akkori Orosz Birodalomhoz tartozó Ukrajna kormányzóságaiban (Kijevi kormányzóság, Volhíniai kormányzóság, Herszoni kormányzóság, Poltavai kormányzóság és Besszarábiában) tanulmányozta a madarakat. A madarak mellett, a Dnyeszter, a Dnyeper és a Déli-Bug folyóinak, valamint a Fekete-tenger ukrán partmenti vizeinek halait is tanulmányozta.
Az orosz vizekben élő halakról készített leírások jelentették munkásságának jelentősebb részét. Támogatta a szentpétervári Természettudósok Társaságának létrehozását és megválasztása után tizenegy éven keresztül elnökként tevékenykedett a szervezetben. Egyike volt azoknak a természettudósoknak, akik a kölcsönös segítséget vette alapul a fajok fejlődése során. Az ez irányú nézeteket Pjotr Alekszejevics Kropotkin orosz földrajztudós a Kölcsönös segítség, mint természettörvény című művében fejtette ki részletesebben.

## Karl Kessler által alkotott és/vagy megnevezett taxonok
Az alábbi linkben megnézhető Karl Kessler taxonjainak egy része.

## Fordítás
- Ez a szócikk részben vagy egészben  a   Karl Fedorovich Kessler című angol Wikipédia-szócikk fordításán alapul.  Az eredeti cikk szerkesztőit annak laptörténete sorolja fel. Ez a jelzés csupán a megfogalmazás eredetét és a szerzői jogokat jelzi, nem szolgál a cikkben szereplő információk forrásmegjelöléseként.